# جون كوك (مخرج أفلام)
جون كوك (بالإنجليزية: John Cook)‏ (و. 1935 – 2001 م) هو مخرج أفلام كندي، ولد في تورونتو، توفي في آرل، عن عمر يناهز 66 عاماً.

## وصلات خارجية
- جون كوك على موقع IMDb (الإنجليزية)
- جون كوك على موقع قاعدة بيانات الأفلام السويدية (السويدية)
- جون كوك على موقع قاعدة بيانات الفيلم (الإنجليزية)

- جون كوك في قاعدة بيانات الأفلام على الإنترنت